# Ceropegia cancellata
Ceropegia cancellata ist eine Pflanzenart aus der Unterfamilie der Seidenpflanzengewächse (Asclepiadoideae).

## Beschreibung

### Erscheinungsbild und Blatt
Ceropegia cancellata ist eine ausdauernde krautige Pflanze. Als Überdauerungsorgane werden dunkelbraune Wurzelknollen gebildet, die bei einem Durchmesser von 5 bis 10 cm abgeflacht-rundlich bis länglich sind. Die windenden, kletternden Sprossachsen sind einjährig und nur sehr spärlich verzweigt; sie werden bis etwa 30 cm lang. Meist erscheint nur eine Sprossachse pro Wurzelknolle, selten auch zwei Sprossachsen. Die Laubblätter sind kurz gestielt. Die sukkulenten Blattspreiten sind bei einer Länge von bis zu 25 mm und einer Breite von bis zu 20 mm breit-eiförmig, herzförmig bis lanzettlich mit zugespitztem oberen Ende und sie können flaumig behaart sein. Die Blattoberseite ist konkav und die -unterseite konvex gewölbt.

### Blütenstand und Blüte
Der gestielte Blütenstand ist ein- bis wenigblütig. Die zwittrigen Blüten sind zygomorph und fünfzählig mit doppelter Blütenhülle. Sie erscheinen nacheinander. Die Knospen sind gespitzt. Die Blütenkrone ist insgesamt 2,3 bis 3,5 cm lang (hoch). Die fünf Kronblätter sind in den basalen zwei Dritteln zu einer leicht gebogenen, außen glatten Kronröhre (Sympetalie) verwachsen. Die Kronröhre in der Grundfarbe weißlich-gelblich und braunviolett gestreift. Die Basis der Kronröhre ist kugelig bis eiförmig aufgebläht („Kronkessel“), 4 bis 5 mm lang und 4 mm im Durchmesser. Der „Kronkessel“ ist innen purpurfarben und kahl. Der „Kronkessel“ nimmt zur eigentlichen Kronröhre hin abrupt auf 1,3 bis 2 mm Durchmesser ab, und erweitert sich zur Blütenmündung hin auf 4 bis 5 mm Durchmesser. Dieser Teil der Blüten ist innen behaart. Die Kronblattzipfel sind bei einer Länge von 10 bis 15 mm linealisch und die den Spitzen sind verwachsen. Die Lamina der Zipfel sind entlang der Längsachse etwas nach außen gebogen und bilden insgesamt einen eiförmigen Käfig; sie sind innen kahl sowie hellgelb und außen braunviolett gefärbt.
Die ungestielte bis kurz gestielte, weißliche Nebenkrone ist basal schüsselförmig verwachsen und misst 2,5 bis 3 mm im Durchmesser. Die Zipfel der interstaminalen Nebenkrone bilden eiförmige Taschen mit einem waagerechten, oberen Rand; seitlich sind sie mit der Basis der staminalen Nebenkrone verwachsen. Die Zipfel der staminalen Nebenkrone sind lanzettlich bis sichelförmig und etwa 1,5 mm lang. Sie stehen zunächst aufrecht, liegen sich dann zusammen um sich dann ab der Mitte stark zurück zu biegen.

### Frucht und Samen
Angaben zu Früchten und Samen liegen bisher nicht vor.

### Ähnliche Arten
Ceropegia cancellata ist nahe mit Ceropegia africana und den Arten um Ceropegia linearis verwandt.

## Verbreitung
Ceropegia cancellata kommt in der Ostkap-Provinz der südafrikanischen Republik vor.

## Botanische Geschichte und Taxonomie
Die ersten Wurzelknollen dieser Art kamen vor 1830 nach Europa. Graf Johann Centurius von Hoffmannsegg kultivierte sie in seinem privaten botanischen Garten in Dresden. Eine Knolle mit Trieb und Blüten kam vor 1830 zu Ludwig Reichenbach zur Klassifikation, der sie im Band 3 der Iconographia Botanica Exotica auf Taf.207 publizierte. Der Holotypus wird im Herbarium Wien der Universität Wien aufbewahrt. Seine Arbeit geriet nahezu in Vergessenheit, bis Arthur Allman Bullock sie 1956 wieder „entdeckte“. In der Zwischenzeit waren mehrere ähnliche Arten beschrieben worden, darunter auch das jüngere Synonym Ceropegia assimilis N.E.Brown (1908).

## Belege